# 庫雷薩雷城堡
庫雷薩雷城堡或稱庫雷薩雷主教城堡是位於愛沙尼亞西部薩雷馬島城市庫雷薩雷上的一座城堡。城堡的歷史可以追溯至1380年代。

## 歷史
最早提到庫雷薩雷城堡的文獻紀載是在1380年代，當時條頓騎士團開始為薩雷馬－萊內主教區的主教們興建城堡，且有資料指出首座城堡是由木頭所建造。當時薩雷馬島居民激烈抵抗立窩尼亞十字軍的入侵，庫雷薩雷城堡無疑是十字軍為控制該島所建造的堡壘。直到城堡在16世紀的立窩尼亞戰爭遭拆解以前，庫雷薩雷城堡一直是薩雷馬－萊內主教治下的要塞，並且長期是該區最重要的城堡之一。

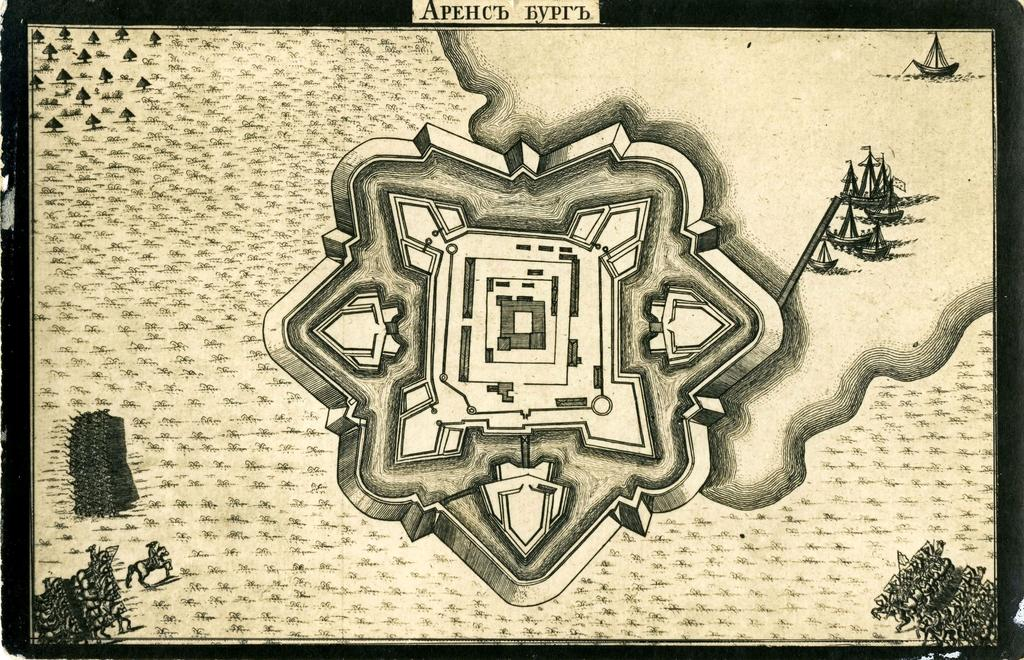
1710年的庫雷薩雷城堡和城牆圖

1559年，丹麥取得薩雷馬島和庫雷薩雷城堡的控制權，並且對城堡的防禦工程進行現代化改造，《布勒姆瑟布魯條約》簽訂後，瑞典和丹麥結束托爾斯騰森戰爭，薩雷馬島轉為瑞典統治，該國持續對庫雷薩雷城堡進行現代化改造。直至1706年大北方戰爭後，薩雷馬島和庫雷薩雷城堡成為俄羅斯帝國的一部分。
隨著俄羅斯帝國的疆域向西推進，庫雷薩雷城堡逐漸失去其戰略價值，尤其在芬蘭戰爭和第三次瓜分波蘭後，軍事重心自愛沙尼亞轉移。1836年，奧蘭群島上的博瑪爾松德城堡建成，俄羅斯將庫雷薩雷城堡的駐軍撤離，之後該城堡也未在克里米亞戰爭中被使用，亦說明其失去了戰略意義。19世纪時，庫雷薩雷城堡成為貧民窟。1904－1912年，波羅的海德意志建築師威廉·諾伊曼和赫曼·塞伯里奇對庫雷薩雷城堡進行修復。
1941年，庫雷薩雷城堡被蘇聯佔領並作為軍事據點，蘇聯紅軍在城堡外院處決了90位平民，隨後在納粹德國的入侵中，有超過300人在城堡內被殺害。
1968年，愛沙尼亞建築師卡爾維·阿盧韋對庫雷薩雷城堡進行二次修復。該城堡現已成為薩雷馬博物館（Saaremaa Muuseum）的所在地。

## 建築

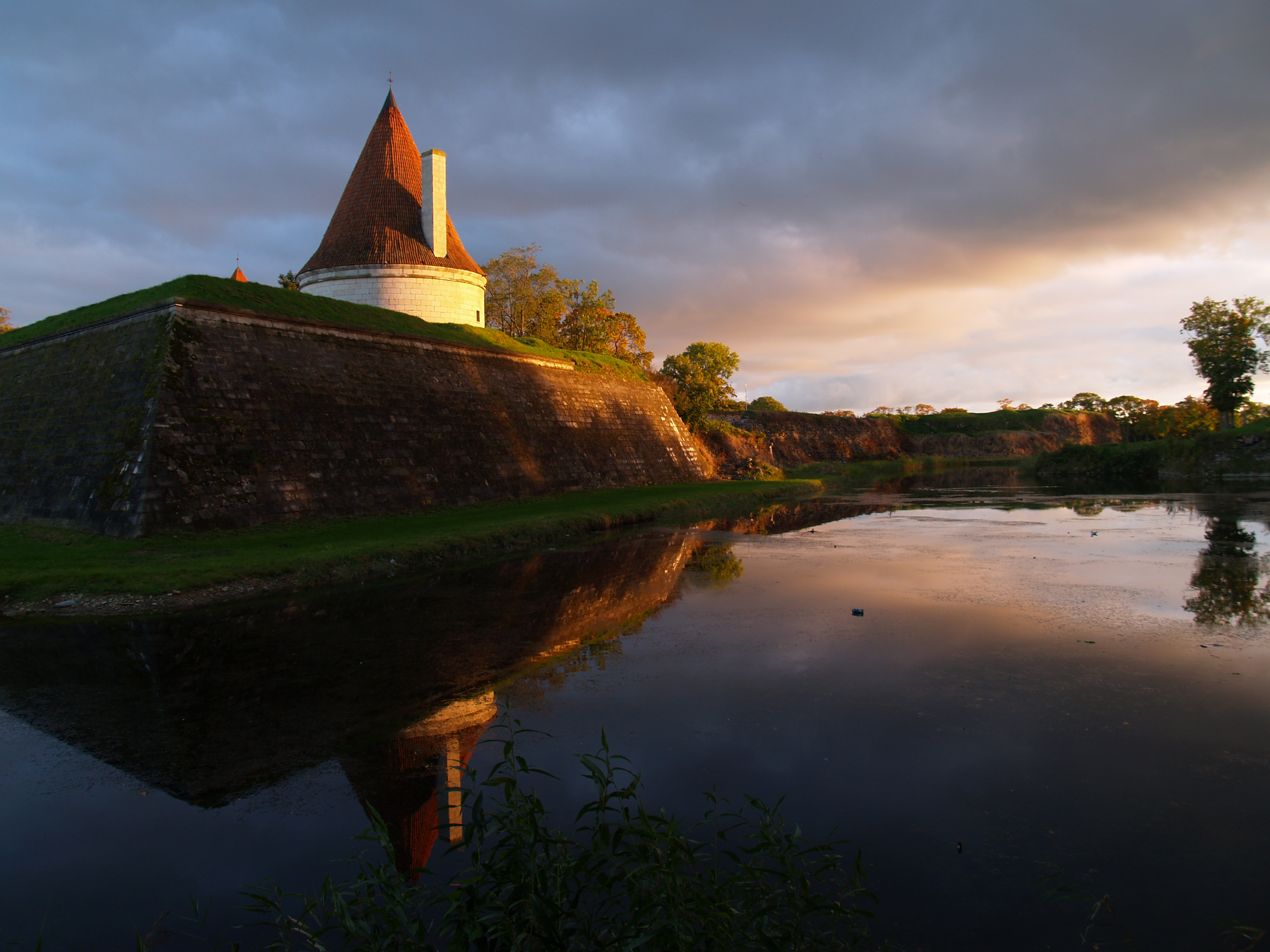
北角的防禦塔

庫雷薩雷城堡被認為是愛沙尼亞保持最完好的中世紀防禦建築之一。
城堡的建築風格屬於哥德式晚期，特色是形式簡單，城堡內的修道院式結構是圍繞著中央庭園的方型建築，而在北角的防禦塔高37（121英尺）。1980年代修復了一座沿著城垛的防禦長廊，而城堡的垂降柵欄和大門均有重建。城堡內部則作為儲藏用的地窖，並配有中央暖氣系統，主樓內有城堡最重要的房間，另外有一座將所有主要房間連結的迴廊，包括食堂、宿舍、小教堂和主教的臥室，城堡後方展示11座薩雷馬貴族使用巴洛克式雕刻的墓誌銘。
14世紀末到15世紀初，城堡周圍修建了一條長625（2,051英尺）的城牆，由於武器技術進步，城堡在16－17世紀間又增加了防禦措施。由瑞典軍事工程師埃里克·達赫伯格設計的沃邦式堡壘和半月堡基本保持完好。1711年大北方戰爭期間，俄羅斯帝國駐軍離開時故意炸毀城堡大部分的防禦裝置，後來其中一部分又被重新修復。1861年，在里加建築師H.格金根（H.Göggingen）的監督下，開始將庫雷薩雷城堡改建為公園。

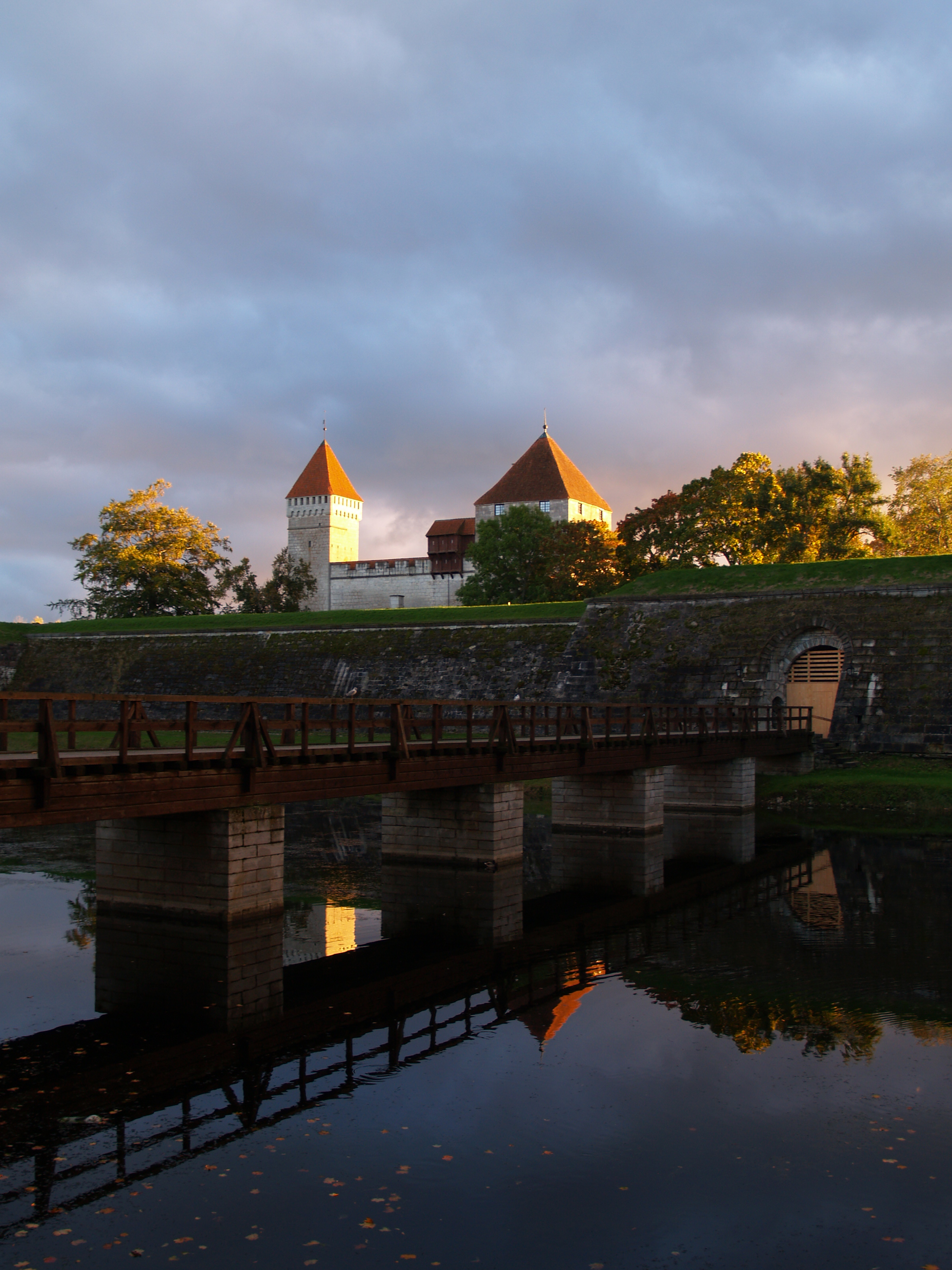
連接城堡的橋樑
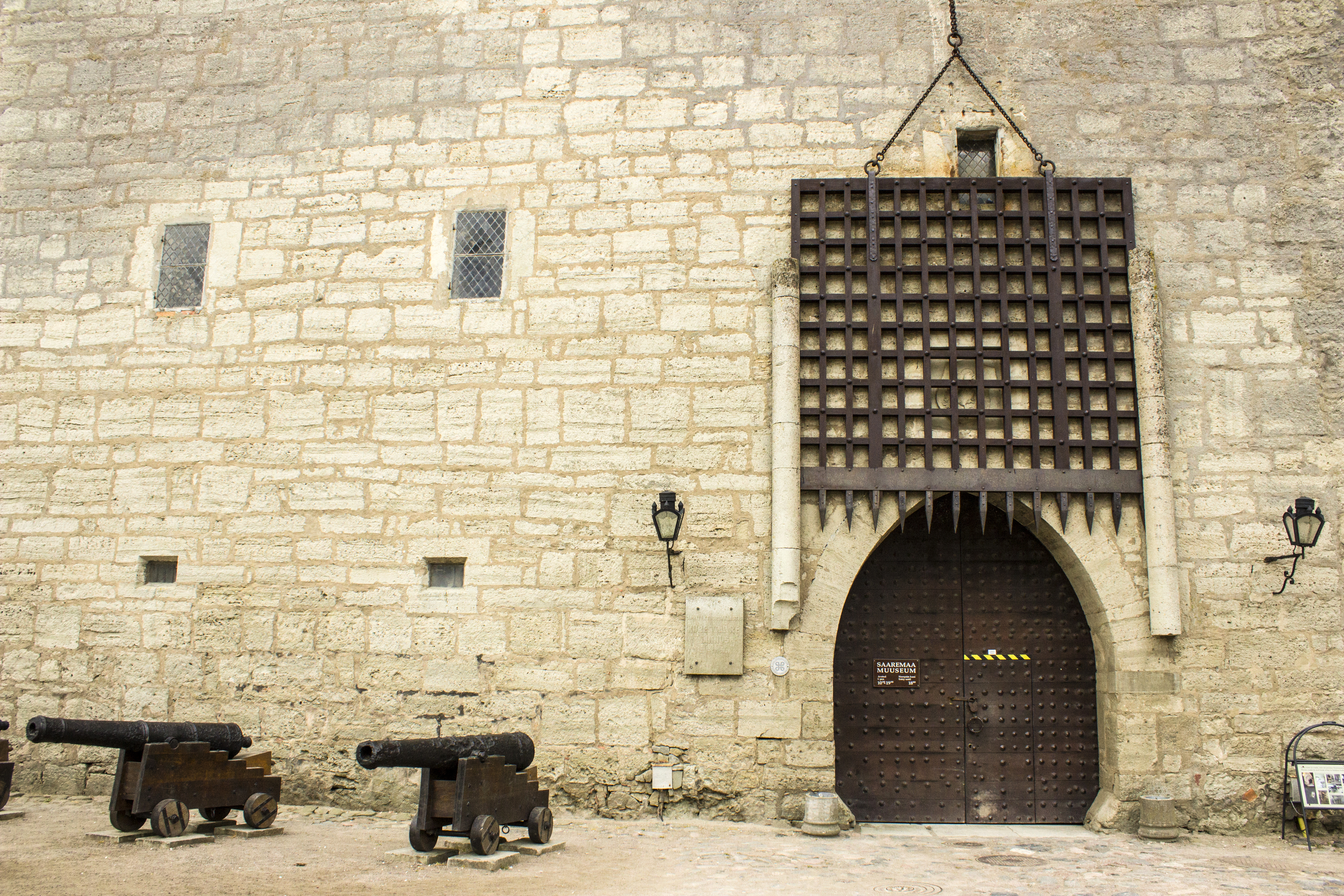
大門
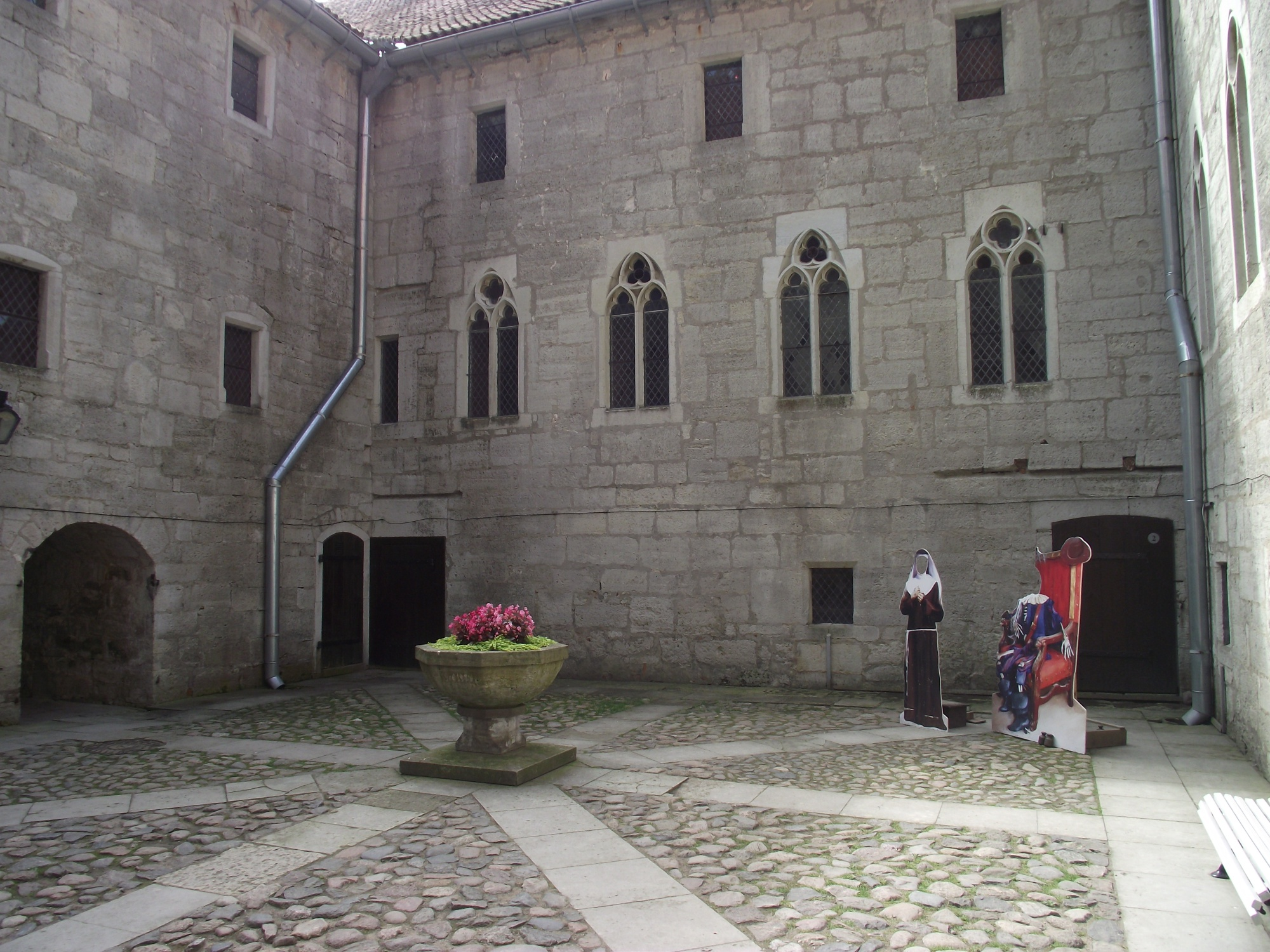
內院
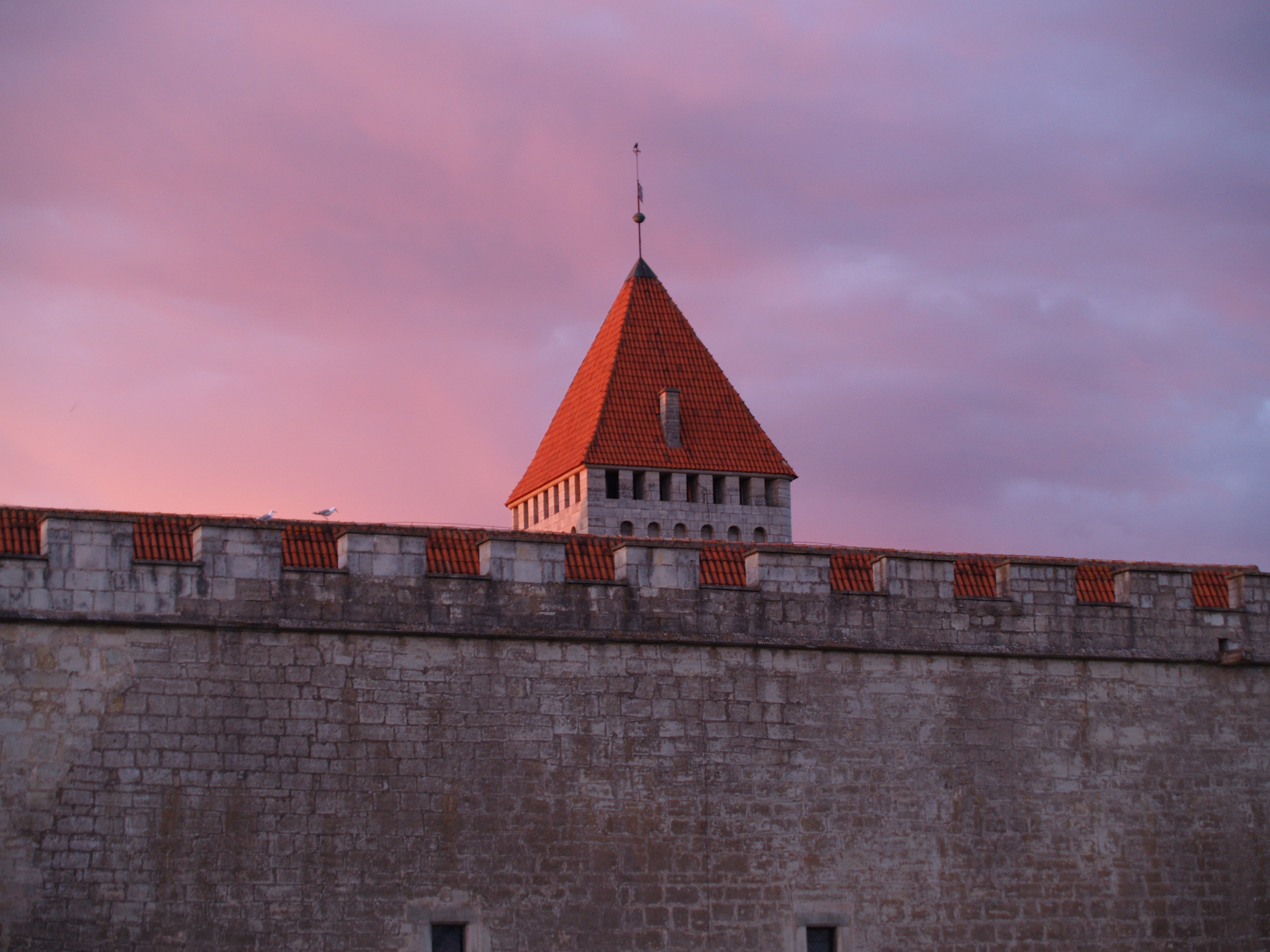
崗樓
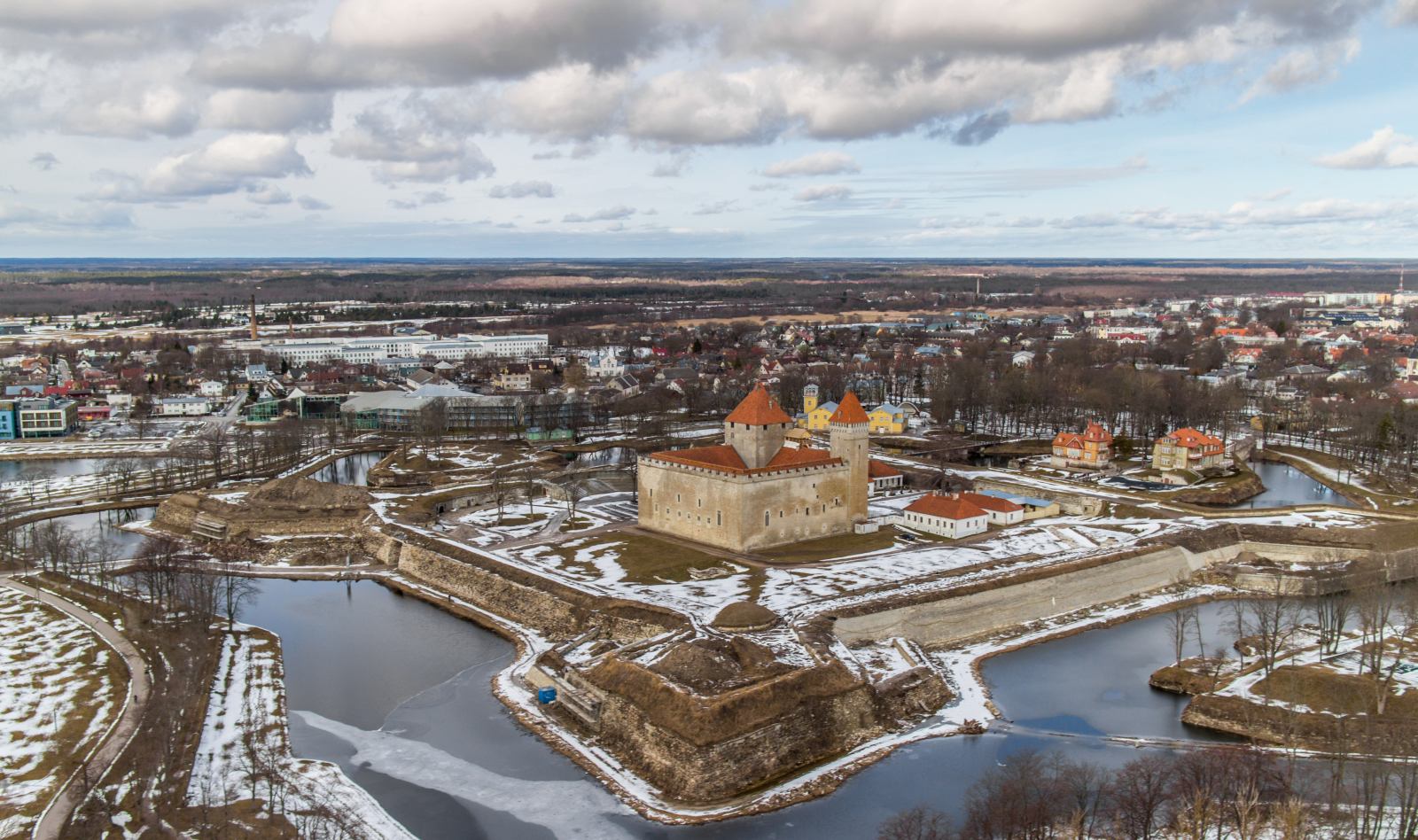
鳥瞰城堡

## 外部連結
- 薩雷馬博物館
- 波羅的海周圍城堡和博物館協會